# Séléa
Séléa är en ort i Komorerna.   Den ligger i distriktet Grande Comore, i den västra delen av landet, 9 km söder om huvudstaden Moroni. Séléa ligger 24 meter över havet och antalet invånare är 1 662. Den ligger på ön Grande Comore.
Terrängen runt Séléa är varierad. Havet är nära Séléa åt sydväst. Runt Séléa är det tätbefolkat, med 411 invånare per kvadratkilometer. Närmaste större samhälle är Moroni, 9,2 km norr om Séléa. I omgivningarna runt Séléa växer i huvudsak städsegrön lövskog.